# Xylopia chocoensis
Xylopia chocoensis är en kirimojaväxtart som beskrevs av Robert Elias Fries. Xylopia chocoensis ingår i släktet Xylopia och familjen kirimojaväxter. Inga underarter finns listade i Catalogue of Life.